# Berufskolleg des Rhein-Erft-Kreises in Bergheim
Das Berufskolleg des Rhein-Erft-Kreises in Bergheim (auch: Berufskolleg Bergheim) verteilt sich auf zwei Standorte in Bergheim. In der Kettelerstraße 2 werden die Berufsfelder Ernährung und Versorgungsmanagement, Nahrungsgewerbe und Gesundheitswesen und am Standort Kentener Wiesen 41 die Berufsfelder Körperpflege und Sozialwesen unterrichtet. Im Schuljahr 2019/2020 besuchten 923 Schüler die Schule.

## Geschichte des Berufskollegs
Die Schule hat eine mehr als hundertjährige Geschichte.
- 1891 – Einrichtung einer "landwirtschaftlichen Winterschule": Unterrichtet wurden Knaben im Alter von 15 Jahren. Für Kosten von 20 Mark pro Semester wurden die jungen Männer für eine Dauer von 2 Wintersemestern (November bis März) an der Winterschule aufgenommen. Auf dem Lehrplan standen damals: Grundlagen der Chemie, allgemeine und spezielle Tierzucht, Physik, allgemeine Wirtschaftslehre, Buchführung, deutsche Sprachlehre, Rechnen und Raumlehre, Zeichnen und Feldmessen, Pflanzenbau, Landwirtschaftliche Betriebslehre und Religion.

- 1928 – Erweiterung durch die "Ländliche Mädchenfortbildungsschule": 37 Jahre nach Gründung der Winterschule für Knaben hatte am 6. November 1928 eine Mädchenabteilung mit 24 Schülerinnen den Betrieb aufgenommen. Die Aufgabengebiete waren die Vorbereitung auf die Rolle als Hausfrau, Mutter und Partnerin im landwirtschaftlichen Betrieb. So fanden sich Fächer wie Familienkunde, Staatsbürgerkunde, Kulturkunde, Soziallehre, Gesundheitspflege einschließlich Ernährungslehre, Kinder- und Krankenpflege, hauswirtschaftliche Betriebslehre, Warenkunde, landwirtschaftliche Betriebslehre, Viehhaltung, Naturlehre, Gartenbau, Kochen, Nadelarbeit, Hauspflege und Religion auf dem Lehrplan.

- 1960 – Umzug an die Kettelerstraße: Die Einweihung des neuen Hauptgebäudes hatte 1960 stattgefunden. 1966 wurde die zweijährigen Haushaltungsschule (Hauswirtschaftliche Berufsschule) mit erweitertem Unterricht in Allgemeinbildung eingeführt. Hierfür wurde 1967 ein Erweiterungsbau geschaffen. 1986 kam mit der Einrichtung der „Fachoberschule für Sozialpädagogik in Teilzeit“ erstmals ein neuer Bildungsgang hinzu. 1988 wurde das Berufskolleg um einen neuen Bildungsgang erweitert, die Berufsfachschule für Sozial- und Gesundheitswesen, Fachrichtung Gesundheitswesen.

- 1989 – Die Erweiterung am Standort Frechen: Bis in die 70er Jahre gab es im Erftkreis viele Berufsschulstandorte. In den späten 80er und Anfang der 90er Jahre wurden die Berufsschulen nach Berufsfeldern neu geordnet. Als die Berufsschule für Bäcker aus Horrem wegen Asbestbelastung ihr Gebäude verlassen musste, wurde ein Ersatzquartier gesucht, die Wahl fiel auf den Standort Frechen. Im Zuge der Bildung von Standortschwerpunkten kam 1992 auch der Fachbereich „Körperpflege“ 1992 nach Frechen. 2009 wurde die Ausbildungsvorbereitung aufgrund von Platzmangel von Bergheim nach Frechen verlegt. Das für diese Abteilung im Jahr 2010 eigens entwickelte System von Unterricht in „Tageslernsituationen“ fand zunehmend Beachtung.

- 2019 – Einweihung des Teilneubaus[2][3] 2019 wurde ein Teilneubau an den Kentener Wiesen eingeweiht. In den neuen modernen Räumlichkeiten werden vor allem die Schüler der Abteilungen „Körperpflege“ und „Erziehung und Soziales“ ausgebildet. Der Standort an der Kettelerstraße wurde umfangreich renoviert und bietet nun moderne Lernumgebungen für die Abteilungen „Gesundheit“, „Ernährung/Versorgung“ sowie die „Ausbildungsvorbereitung“. Beide Standorte verfügen über eine umfassende digitale Ausstattung.

## Kooperationspartner
- Kreissparkasse Köln, Standort Bergheim
- Maria-Hilf-Krankenhaus Bergheim
- Stadtbibliothek Bergheim
- Stiftung Lesen[4]

## Auszeichnungen
2017 wurde das Berufskolleg Bergheim für sein besonderes Unterrichtskonzept der Tageslernsituationen mit dem Zukunftspreis der Cornelsen-Stiftung Lehren und Lernen ausgezeichnet. Innerhalb eines Tages werden dabei im fächerübergreifenden Unterricht vollständige „Lernpakete“ mit alltagsnahen Themen wie zum Beispiel „Meine erste Wohnung“ oder „Fit fürs Praktikum“ angeboten. Die Schüler wählen ihren Lernverlauf in digitalen Übersichten selbst und haben jederzeit Einblick in ihren Leistungsstand.

## Bekannte Schüler
- Gerda Lewis (* 1992), Influencerin und Reality-TV-Teilnehmerin
- Jade Übach (* 1994), Flugbegleiterin und Reality-TV-Teilnehmerin